# Frogwares
Frogwares — незалежна українська компанія із головним офісом у Києві, яка займається розробкою відеоігор переважно жанру квест. Має дочірні студії в Дубліні, Ірландія, зокрема має київський підрозділ Waterlily Games, який займається розробкою казуальних відеоігор та видавництвом інших проєктів. Заснована 2000 року Ваелем Амром і Паскалем Енсена в Ірландії. Пізніше був відкритий офіс у Франції, а восени 2000 року було відкрито й відділення у Києві. Студія найбільше відома своєю серією відеоігор Пригоди Шерлока Холмса по мотивах однойменної збірки детективних оповідань. Загалом Frogwares розробила 9 частин серії, продавши при цьому 7 мільйонів копій.
Станом на 2019 рік, у компанії працює близько 80 співробітників. Останньою розробленою відеогрою є Sherlock Holmes: The Awakened, яка була випущена весною 2023 року.

## Історія
Студія Frogwares заснована Ваельом Амром (фр. Waël Amr) і Паскалем Енсена (фр. Pascal Ensenat) в Ірландії. Восени 2000 року було відкрито відділення в Києві, яке пізніше стало головним офісом компанії.
Спочатку Frogwares займалася вебдизайном і створенням інтернет-магазинів для великих компаній. У числі їх клієнтів були компанії AGS Soft і Air France. Пізніше було прийнято рішення перекваліфікуватися в студію з розробки ігор, і вже в 2002 році вийшов перший ігровий проект — Sherlock Holmes: Mystery of the Mummy, який мав робочу назву «Curse of the Mummy». Гра побудована в стилі мальованого квеста з оглядом від першої особи і використовує сторонній ігровий рушій Phoenix VR. (Згодом ця гра була перенесена і на інші платформи, в тому числі iOS).
Після виходу Sherlock Holmes: Mystery of the Mummy, компанія почала роботу над своїм власним ігровим рушієм, який став основою наступного квесту, виконаного в «класичному» стилі (тривимірні моделі на тлі намальованих вручну фонів) — гри Journey to the Center of the Earth (2003 рік), історія якої базується на творі Жуля Верна.
Пізніше на тій же технології була створена друга гра в серії ігор Sherlock Holmes: Secret of the Silver Earring (2004), що отримала підтримку від британського суспільства Шерлока Холмса.
У 2005 році Frogwares випустила гру 80 Days, яка була побудована на новому ігровому рушії, що застосовувався і в сучасних розробках студії, і являє собою пригодницьку гру з відкритим ігровим світом (це єдина гра компанії з таким типом ігрового процесу), ідея якої заснована на однойменній книзі Жуля Верна, проте сюжет, хоча і відштовхується від книги і містить відсилання до неї, є повністю самостійним.
У 2006 році виходить нова гра про Шерлока Холмса — тривимірний квест Sherlock Holmes: The Awakened. Написаний авторами сюжет гри, пов'язаний з містичною історією про Ктулху. У технічному відношенні в цій грі триває розвиток нового рушія, задіяного раніше у 80 Days.
Наступний, 2007 рік, ознаменувався випуском гри Sherlock Holmes versus Arsène Lupin, в якій автори знову поєднали дві різні книжкові історії; якщо в «Ктулху» зіткнулися світи Лавкрафта і Конан Дойла, то в цій грі з'явився новий персонаж — Арсен Люпен, з романів Моріса Леблана.
У 2008 році відбувся вихід містичного квесту Dracula: Origin, сюжет якого пов'язаний з романом «Дракула»; в тому ж році компанія випустила перевидання Sherlock Holmes: The Awakened з поліпшеною графікою, і казуальні ігри Mata Hari and the Kaiser's Submarines та Sherlock Holmes: The Mystery of the Persian Carpet
2009 рік засвідчує випуском гри Sherlock Holmes vs. Jack the Ripper, в центрі сюжету якої — ланцюжок жорстоких злочинів, що здійснюються в районі Уайтчепел вбивцею на прізвисько Джек Різник. Також в цьому році компанія запускає онлайнову стратегію World of Battles (у 2011 році отримала доповнення Morningstar, в 2012 році гра була закрита).
У 2010 році виходить перевидання Sherlock Holmes versus Arsène Lupin з поліпшеною графікою і деякими нововведеннями в ігровому процесі (дане перевидання було випущено тільки в цифровому вигляді; Steam-версія гри також була оновлена до перевидання) і казуальна гра Sherlock Holmes: The Hound of the Baskervilles, в якій вперше компанія переходить до викладу книжкової історії.
Через рік виходить ще один казуальний квест про Шерлока Холмса, Sherlock Holmes and The Mystery of Osborne House — вихід відбувся на Nintendo DS (пізніше — і на пристроях з iOS), а також казуальна гра Dracula: Love Kills, продовження Dracula: Origin. Стає відомо, що команда, що займається казуальні іграми, виділяється в підрозділ з назвою Waterlily Games.
У вересні 2012 року вийшла нова гра компанії — The Testament of Sherlock Holmes, що стала шостою основною грою в серії ігор про Холмса.
Пізніше в тому ж році вийшли казуальні ігри Sherlock Holmes and the Mystery of the Frozen City (Nintendo DS) і Journey: The Heart of Gaia (ПК); на початку 2013 року була створена версія Sherlock Holmes: The Awakened для пристроїв від Apple, таким чином компанія продовжила переносити свої ранні проекти на інші пристрої.
Також в 2013 році відбувся вихід Magrunner: Dark Pulse. Гра розробки внутрішньої студії 3AM Games, видана спільно з Frogwares.
У 2014 році вийшла Sherlock Holmes: Crimes & Punishments. Сьома основна гра у власній серії ігор компанії пропонує відразу кілька справ Шерлока Холмса; деякі історії засновані на розповідях книг Конан Дойла; також автори відходять від використання власного рушія, перемикаючись на ліцензований Unreal Engine 3. Вихід відбувся у вересні 2014 року на ПК, Xbox 360, PlayStation 3, Xbox One, Playstation 4 — це перша гра компанії, випущена на платформах нового покоління.
У жовтні 2015 року була анонсована нова гра про Шерлока Холмса — Sherlock Holmes: The Devil's Daughter. Гра вийшла на початку червня 2016 року.
Крім того, в березні 2015 року була анонсована The Sinking City. Історія її розробки йде на кілька років в минуле: в 2013 році Frogwares була анонсована гра Call of Cthulhu, сюжет якої безпосередньо пов'язаний з так званими «Міфами Ктулху», створеними письменником Говардом Лавкравтом. Довгий час про розробку цієї гри не надходило ніяких даних. В грудні 2015 року на сторінці компанії в Facebook було опубліковано кілька зображень з гри, що підтверджують, що вона все ще перебуває в розробці, однак на початку 2016 року стало відомо про те, що видавець Focus Home Interactive передав цю гру іншій компанії (Cyanide Studio). Call of Cthulhu від Cyanide Studio вийде в 2017 році і буде називатися Call of Cthulhu: The Official Video Game. З офіційним анонсом стало зрозуміло, що проєкт Frogwares по міфах Ктулху не закритий, його розробка продовжиться, але він вийде під назвою The Sinking City. Реліз гри відбувся 27 червня 2019 року.
У січні 2020 року поширилася непідтверджена Frogwares інформація про те, що компанія працює над створенням нової частини в серії відеоігор про Шерлока Голмса, яка має стати своєрідним перезапуском серії. За сюжетом, відеогра буде приквелом до подій усіх частин, розказуючи про пригоди 21-річного Шерлока на рубежі XIX та XX століть. Допомагати у розслідуваннях головному героєві буде його уявний товариш. 25 травня 2020 року Sherlock Holmes: Chapter One була офіційно представлена компанією. Відеогра вийшла 2021 року для персональних комп'ютерів та на консолях PlayStation та Xbox восьмого і дев'ятого покоління (PlayStation 4 та 5, Xbox One та Xbox Series X). Компанія Frogwares видала гру самостійно.
В липні 2022 року Frogwares анонсували нову гру Sherlock Holmes The Awakened, яка є ремейком гри 2007 року, а також була відкрита Kickstarter-кампанія по збору коштів на розробку гри. В результаті кампанії було зібрано понад 250 тисяч євро.

## Розроблені відеоігри
| Рік випуску | Назва                                                  | Платформа                                         |
| ----------- | ------------------------------------------------------ | ------------------------------------------------- |
| 2002        | Sherlock Holmes: Mystery of the Mummy                  | ПК, Nintendo DS, Wii, iOS                         |
| 2003        | Journey to the Center of the Earth                     | ПК                                                |
| 2004        | Sherlock Holmes: Secret of the Silver Earring          | ПК, мобільні телефони, Wii                        |
| 2005        | 80 Days                                                | ПК                                                |
| 2007        | Sherlock Holmes: The Awakened                          | ПК, iOS                                           |
| 2008        | Sherlock Holmes versus Arsène Lupin                    | ПК                                                |
| 2008        | Dracula: Origin                                        | ПК                                                |
| 2008        | Sherlock Holmes: The Mystery of the Persian Carpet     | ПК, Mac                                           |
| 2008        | Sherlock Holmes: The Awakened Remastered Edition       | ПК                                                |
| 2008        | Mata Hari and the Kaiser's Submarines                  | ПК                                                |
| 2009        | Sherlock Holmes vs. Jack the Ripper                    | ПК, Xbox 360                                      |
| 2009        | Department 42: The Mystery of the Nine                 | ПК                                                |
| 2009        | World of Battles                                       | ПК                                                |
| 2009        | Sherlock Holmes versus Arsène Lupin Remastered Edition | ПК                                                |
| 2010        | Sherlock Holmes: The Hound of the Baskervilles         | ПК                                                |
| 2011        | World of Battles: Morningstar (DLC)                    | ПК                                                |
| 2011        | Sherlock Holmes and The Mystery of Osborne House       | Nintendo DS, iOS                                  |
| 2011        | Dracula: Love Kills                                    | ПК, iPad                                          |
| 2012        | The Testament of Sherlock Holmes                       | ПК, Xbox 360, PS3                                 |
| 2012        | Sherlock Holmes and the Mystery of the Frozen City     | Nintendo DS                                       |
| 2012        | Journey: The Heart of Gaia                             | ПК                                                |
| 2013        | Magrunner: Dark Pulse                                  | ПК, Xbox 360, PS3                                 |
| 2014        | Sherlock Holmes Crimes & Punishments                   | ПК, Xbox 360, Xbox One, PS3, PS4, Nintendo Switch |
| 2016        | Sherlock Holmes: The Devil's Daughter                  | ПК, Xbox One, PS4, Nintendo Switch                |
| 2019        | The Sinking City                                       | ПК, Xbox One, PS4, Nintendo Switch                |
| 2021        | Sherlock Holmes: Chapter One                           | ПК, Xbox One, PS4, Xbox Series, PS5               |
| 2023        | Sherlock Holmes: The Awakened                          | ПК, Xbox One, PS4, Xbox Series, PS5               |
| 2025        | The Sinking City 2                                     | ПК, Xbox Series, PS5                              |

## Ігровий рушій
Компанією було розроблено два гральних рушії: один, двомірний, застосовувався в декількох квестах, в числі яких Journey to the Center of the Earth і Sherlock Holmes: Secret of the Silver Earring, і другий, з повністю тривимірною графікою, застосовувався в 80 Days і у всіх наступних основних іграх серії «Пригоди Шерлока Холмса» (до «Crimes & Punishments»).
Однак, починаючи з «Crimes & Punishments», компанія перейшла на ліцензований Unreal Engine третьої і четвертої версії. Розробляючи The Sinking City, компанія створила інструментарій City Generator для Unreal Engine 4, який буде доступним для інших розробників. Інструмент значно спрощує створення міст для ігор з міськими локаціями. Розробникам потрібно змоделювати асети будівель, їхні частини та сітку кварталів, після чого інструмент заповнить її будинками, комбінуючи елементи для більшої різноманітності. Таким чином, дизайнерам не доведеться розставляти всі будівлі вручну.